# هیره
مایت‌ها یا هیره‌ها (به انگلیسی: mite) (هیره واژه‌ای فارسی و به معنی قفا است.) موجوداتی میکروسکوپی از شاخه بندپایان و ردهٔ عنکبوتیان هستند. هیره‌ها به همراه کنه‌ها به زیرردهٔ کنه‌ها تعلق دارند. هیره‌ها از پرگونه‌ترین و موفق‌ترین بی‌مهرگان کره زمین هستند.
بسیاری از گونه‌های هیره آزادانه در خاک زندگی می‌کنند ولی شمار زیادی از گونه‌های هیره نیز به عنوان انگل بر روی گیاهان، جانوران و کپک‌ها زندگی می‌کنند. مایت‌ها اغلب در فضای داخلی اماکنی که هوای مرطوب دارند (مانند خانه)، زندگی می‌کنند و از مواد آلی موجود در گرد و خاک خانه تغذیه می‌کنند. قسمت بزرگ این مواد آلی شامل سلول‌های مرده پوست بدن انسان، قارچ‌ها و ذرات ریز مواد غذایی پخش شده در سطح خانه و تکه‌برگ‌ها است. مایت‌ها ذرات مرطوب را جذب می‌کنند. هیره‌ها اغلب باعث واکنش‌های حساسیتی مثل آسم می‌شوند.

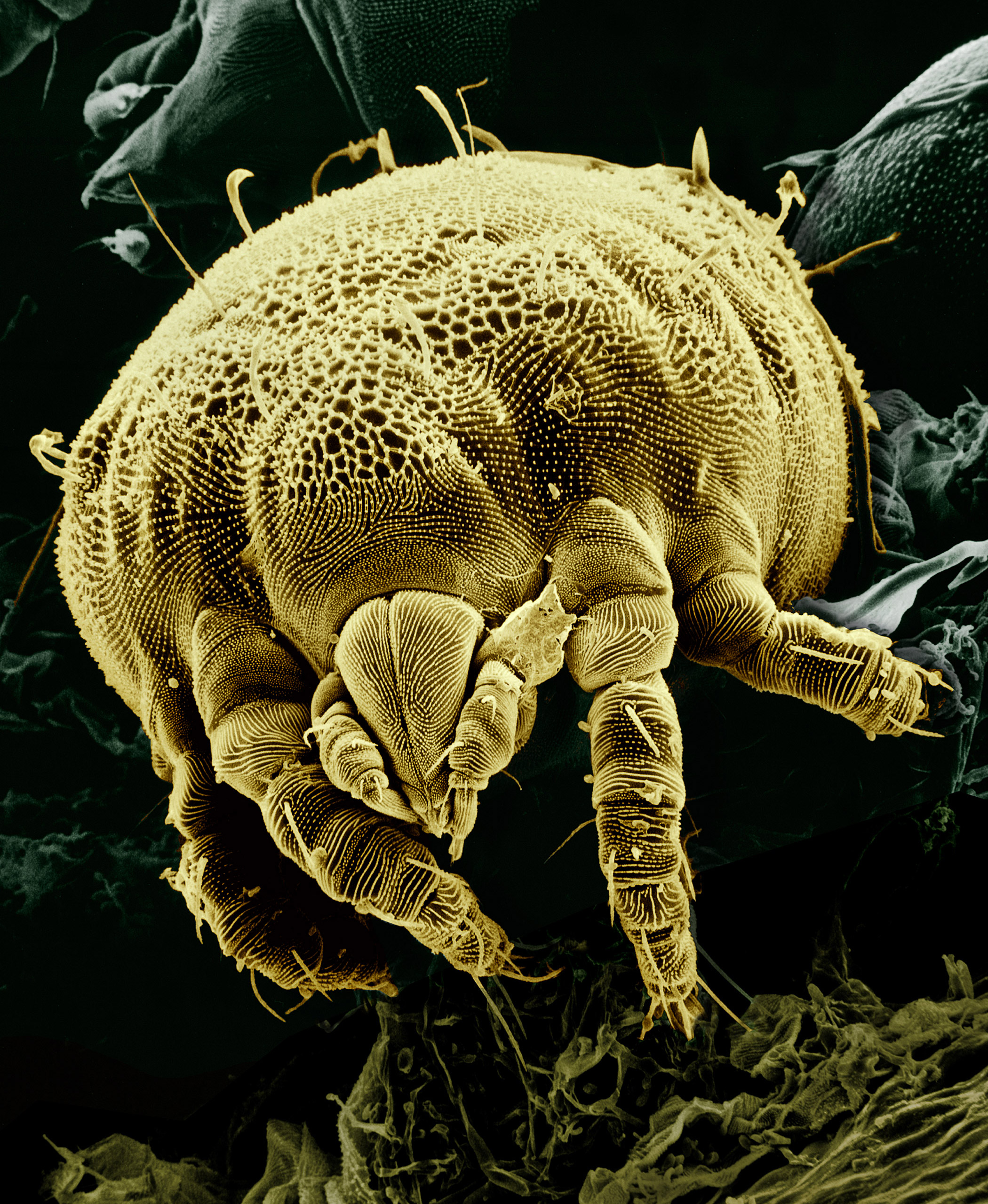
هیره زرد (نگاره میکروسکوپی)

## تنوع و طبقه‌بندی
هیره‌ها، یکی از متنوع‌ترین و گوناگون‌ترین بی‌مهرگان امروزی می‌باشند. آن‌ها جانداران بسیار ریزی هستند که از محیط برای زندگی و بقای خود استفاده کرده‌اند و بدون دیده شدن رشد کرده و بیشتر و بیشتر شده‌اند. بسیاری از آنان در آب و خاک زندگی می‌کنند. اما آن‌ها همچنین شمار وسیعی از گونه‌های انگلی در میان حیوانات زنده و گیاهان نیز می‌باشند و بعضی از آن‌ها نیز از قارچها تغذیه می‌کنند.

## بیولوژی
هر هیره بالغ هشت پا دارد. در فضای مرطوب در ملحفه‌ها به میزان ۱۲۰۰۰ هیره در هر گرم از وزن ملحفه‌ها دیده می‌شود. طول عمر هیره‌های موجود در گرد و خاک خانه به‌طور متوسط معادل ۸۰ روز است که در طی این دوره مایت بالغ روزانه ۱تا ۲ تخم می‌گذارد. در دمای ۶/۲۶ درجه سانتی‌گراد و رطوبت نسبی ۷۵ درصد، تکامل تخم‌ها حدود سی روز به طول می‌انجامد.

## محل زندگی
بهترین مکان برای مبارزه با هیره‌های موجود در گرد و خاک خانه، اتاق خواب خانه است. این موجودات میکروسکوپی بر روی سلول‌های مرده پوست که برای آنها یک منبع غذایی است زندگی می‌کنند.
همچنین، یک گروه تحقیقاتی از دانشگاه منچستر در بالش‌هایی که بررسی کرده‌اند ۱۶ نوع قارچ یافته‌اند.
محققان می‌گویند بالش‌های پر نسبت به انواع سنتتیک کمتر دارای قارچ به ویژه قارچی که آلرژی را تشدید می‌کند، هستند.
اسپورهای قارچی یافت شده در بالش‌ها از پوسته‌های بدن انسان و مدفوع هیره‌ها تغذیه می‌کنند.
آلودگی قارچی تختخواب و ملحفه اولین بار در دهه ۱۹۳۰ مشخص شد اما از آن پس تحقیق زیادی در این مورد صورت نگرفت.
محققان دریافتند هر ۱۰ بالشی که مورد بررسی قرار دادند حاوی تعداد قابل ملاحظه‌ای از ۴ تا ۱۶ گونه قارچی بودند.
قارچ میکروسکپی آسپرژیلوس فومی گاتوس به ویژه در بالش‌های سنتتیک موجود بود. این قارچ معمولاً به ریه و سینوس حمله می‌کند و می‌تواند موجب تشدید آسم هم بشود.
همچنین مشخص شده که عامل عفونت در بیماران مبتلا به لوسمی و دریافت‌کنندگان پیوند مغز استخوان است.
موضوع دیگر این بود که در میان گونه‌های قارچی یافت شده در بالش‌ها کپک نان نیز به چشم می‌خورد.
برخی از بالش‌ها هم حاوی انواع قارچی موجود در دیوارهای نمناک بودند. به گفته سرپرست این تحقیق در واقع یک اکوسیستم کوچک در درون بالش‌های که سر بر آن می‌گذاریم عمل می‌کند. وی می‌گوید از آنجا که افراد یک سوم طول زندگی خود را در حالت خواب می‌گذرانند و در تماس نزدیک با منبع بزرگ و متنوعی از قارچها نفس می‌کشند، یافته‌های فوق به ویژه برای افراد مبتلا به بیماری‌های تنفسی به‌خصوص آُسم و سینوزیت پیامدهای مهمی دربردارد.

## حساسیت و آسم
هیره‌های گردو خاک خانه یکی از عوامل اصلی ایجاد حساسیت هستند. حساسیت‌هایی که هیره‌های موجود در گرد و خاک خانه ایجاد می‌کنند، باعث بروز آسم، آبریزش بینی، ریزش اشک از چشم، عطسه، مشکلات تنفسی و التهاب پوستی می‌شود.
محل زندگی هیره‌ها عموماً در داخل فرش، موکت، مبلمان و تختخواب خانه است؛ زیرا در این گونه محیط‌ها بیشترین تجمع پوست مرده انسان یافت می‌شود. این موجودات دائم پوست ریزی می‌کنند، در نتیجه پوست آن‌ها که وزن بسیار سبکی دارد می‌تواند در هوای اتاق معلق گردد. سپس در قدم بعدی می‌تواند وارد ریه‌های انسان شده و باعث ایجاد بیماری‌های تنفسی از جمله آسم گردد. همچنین مدفوع این موجودات نیز می‌تواند برای پوست انسان حساسیت زا باشد.
بهترین روش شناخته شده برای از بین بردن این موجودات استفاده از شستشوی مبلمان و تختخواب با استفاده از ابزارهای HWE است. این ابزارها با پاشش آب داغ و مکش آن می‌توانند کلونی این موجودات را نابود کنند.